# Eupithecia inclarata
Eupithecia inclarata là một loài bướm đêm trong họ Geometridae.